# HW Virginis
HW Virginis är en förmörkelsevariabel av HW Virginis-typ (EA/HW) i stjärnbilden Jungfrun. Den är prototypstjärna för en undergrupp av Algolvariabler där komponenterna i dubbelstjärnan är en het vit subdvärg och en följeslagare som är röd eller brun dvärg. HW Vir-variabler uppvisar en påtaglig reflektionseffekt.
HW Virginis består av en blåvit subdvärg och en röd dvärg som följeslagare. De två stjärnorna har en omloppstid av 0,116795 dygn.. Stjärnsystemet varierar mellan visuell magnitud +10,48 och 11,38 med en period av 0,11671948 dygn eller 2,801268 timmar.